# Drayton Valley
Drayton Valley ist eine Gemeinde in Kanada mit dem Status einer Kleinstadt in Zentral-Alberta, rund 130 Kilometer südwestlich von Edmonton und Hauptort sowie Verwaltungssitz des Brazeau County. Die Ortschaft liegt am Alberta Highway 22, der Mayerthorpe über Calgary mit Lundbreck verbindet. Östlich von Drayton Valley verläuft der North Saskatchewan River.

## Geschichte
Die erste Besiedlung erfolgte 1907 durch Holzfäller. Bis 1953 lebte Drayton Valley vor allem von der Landwirtschaft, dem Pelzhandel und der Holzwirtschaft. Am 23. Februar 1953 entdeckte man eine Ölquelle. Das Ölfeld wurde zum größten Nordamerikas. Der Fund ließ in diesem Jahr die Bevölkerung von 75 auf 2000 ansteigen. Die Ölindustrie investierte insgesamt über 900 Millionen Kanadische Dollar und über 70 Gesellschaften bohrten in Drayton Valley nach Öl. Durch seinen Bevölkerungswachstum wurde der Ort im Februar 1956 zum Dorf erklärt. Durch die Eingemeindung der beiden Ortschaften Lodgepole und Cynthia erhielt Drayton Valley am 7. Februar 1957 das Stadtrecht.

## Demographie
Der Zensus im Jahr 2016 ergab für die Gemeinde eine Bevölkerungszahl von 7235 Einwohnern, nachdem der Zensus im Jahr 2011 für die Gemeinde noch eine Bevölkerungszahl von 7049 Einwohnern ergab. Die Bevölkerung hat dabei im Vergleich zum letzten Zensus im Jahr 2011 deutlich schwächer als die Entwicklung in der Provinz um 1,6 % zugenommen, während der Provinzdurchschnitt bei einer Bevölkerungszunahme von 11,6 % lag. Im Zensuszeitraum 2006 bis 2011 hatte die Einwohnerzahl in der Gemeinde leicht um 2,3 % zugenommen, während sie im Provinzdurchschnitt um 10,8 % zunahm.

## Infrastruktur, Kultur, Sehenswürdigkeiten
Das Straßennetz von Drayton Valley verläuft netzförmig um die beiden in Nord-Süd bzw. Ost-West verlaufenden Ein- und Ausfallstraßen (50 Avenue).
Drayton Valley beherbergt ein kleines Heimatmuseum, welches die Geschichte des Ortes und seiner Umgebung zeigt. 
Die Stadt besitzt ein Sport-Mehrzweckhalle Omniplex, die für Eishockey, Ringette und Curling genutzt wird. Außerdem sind Fußball-, Baseball- und Rodeoveranstaltungen möglich.
In Drayton Valley gibt es fünf öffentliche und zwei katholische Schulen sowie 13 Kirchen unterschiedlicher Glaubensrichtungen.
Etwa 7 Kilometer nördlich des Zentrums befindet sich der Flughafen Drayton Valley.

## Sport
Die Drayton Valley Thunder ist eine seit 1998 der Alberta Junior Hockey League angehörige Eishockeymannschaft.

## Persönlichkeiten
- Jason Cermak (* 1977), Schauspieler und Synchronsprecher